# 루이 3세 당주
루이 3세 당주(Louis III d'Anjou, 1403년 9월 25일 – 1434년 11월 12일)는 1417년부터 1426년까지 명목상 나폴리의 군주이자 1417년부터 1434년까지 프로방스, 포르칼퀴에, 피에몽, 멘 백작, 앙주 공작이며, 1426년부터 1434년까지 칼라브리아 공작이다.

## 생애
루이는 루이 2세 당주와 비올란트 다라곤 사이에 태어난 장자이자 계승자였다.
1410년(루이가 6세일때)에 마르틴 1세이 사망하면서 아라곤 연합왕국의 왕위가 공석이 되었다. 루이의 어머니 비올란트는 마르틴의 전임자였던 아들 없이 사망한 추안 1세의 생존한 딸이였다. 그래서 그들 부부는 어린 루이의 아라곤 왕위를 주장하였다.
하지만 그 당시의 아라곤과 바르셀로나의 계승은 어떠한 여성들보다도 남성이 우위에 있는 것으로 이해됐기에(이것이 욜란데의 작은 아버지인 마르틴이 아라곤 왕위를 계승한 이유다), 루이와 욜란데의 계승은 명확하지 않았다. 마르틴이 1410년에 자식을 두지 않고 사망하고, 2년간 왕이 없이 보낸 후, 아라곤 연합 왕국의 유력가들이 1412년 카스페 타협에서 페르난도 데 카스티야를 다음 아라곤의 군주로 선출시켰다. 페르난도는 후안 1세 데 카스티야와 레오노르 데 아라곤의 차남이다. 그럼에도 루이와 욜란데 부부는 몽펠리에와 루시용에 남아있는 아라곤 영지 일부를 확보해냈다.
욜란데와 그녀의 아들들은 자신들을 아라곤 왕위 주장권 최고 주장자라여겼고 아라곤 군주 칭호를 사용하기 시작했다. 이 "유산"을 통해 앞으로(아라곤 왕위를 앙주 가문 작위에 추가하였다), 루이와 욜란데는 4왕국 왕비와 왕으로 불렸고, 여기에는 시칠리아(나폴리 포함), 예루살렘, 아라곤, 마요르카 왕위가 포함된다. 이중에서 오직 시칠리아 본토만이 루이가 소유했던 곳이며, 그조차도 잠시였다. 루이는 또한 라틴 제국 황제 주장권도 지녔었는데, 이는 1383년에 할아버지인 루이 1세가 구입한 것이지만, 그가 그 칭호를 사용한 적은 없었다.
교황 마르티노 5세는 1419년 12월 4일 루이를 시칠리아(나폴리)의 군주로 선포하였다. 이는 애를 가지지 않으려는 의지 그리고 알폰소 5세 데 아라곤를 후계자로서 입양한 나이든 나폴리의 여왕 조반나 2세 디 나폴리와 대조를 이루었다. 1420년 루이는 캄파니아에 상륙하여 나폴리를 포위하였지만, 아라곤 함대의 도착으로 퇴각 할 수 밖에 없었다. 1421년 알폰소가 나폴리에 입성하고 루이는 전쟁 비용으로 지친 교황의 지지를 잃고 말았다. 하지만 알폰소와 여왕의 사이가 조반나의 애인이자 수상인 잔니 카라촐로를 체포한 후 급속도로 악화되었고, 여왕은 아브레사로 가 루이와 접촉하였다. 그는 알폰소 대신에 입양과 후계자로 선정되었고, 칼라브리아 공작이라는 작위가 주어졌다. 알폰소가 아라곤으로 돌아가고, 나폴리 왕국은 평화가 찾아왔다. 루이가 칼라브리아의 그의 영지로 자리를 옮기고, 아메데오 8세 디 사보이아의 딸인 마르게리타 디 사보이아(1416–1479)와 함께 살았다. 그들 사이에 자식은 없었다.
루이가 1434년 코센차에서 말라리아로 사망하면서 그는 사실상의 왕이 되지 못하였다. 다음 해에 조반나도 사망하면서, 그의 형제 르네 당주가 나폴리의 왕으로 지명되었다.